# 史弼 (元)
史 弼（し ひつ、1233年 - 1318年）は、モンゴル帝国に仕えた漢人将軍の一人。武略・民政に長けた有望な武官であったが、総司令を務めた至元30年（1293年）のジャワ遠征失敗で失脚したことで知られる。

## 概要

### 生い立ち
史弼の曾祖父は史彬という人物で、剛勇なことで知られていた。チンギス・カンの側近のムカリが兵を率いて蠡州に南下してきた時、蠡州の郡守は周囲の民を見捨てて城の門を閉ざしモンゴル軍を防ごうとした。これを聞いた史彬は息子たちに「このままでは民と手をつかねて死を待つのみである。いっそ死中に活を求めようではないか」と語り、地元の数百の家とともにムカリの軍営を訪れた。そもそもモンゴル帝国は抗戦する者に対しては厳しいが自発的に投降する者に対しては寛容で、ムカリも史彬の投降を歓迎して手を出さないことを約束し、結果として蠡州の中で史彬と行動をともにした者たちのみがモンゴル軍の略奪を免れることができたという。
史彬の曾孫の史弼はモンゴル語を習得したことと強弓を扱えることから潼関の守将の王彦弼に見いだされ、史弼は王彦弼の推薦を受けて左丞相の耶律鋳に仕えることになった。やがてクビライの近侍（ケシク）のコリダイが史弼の強弓使いを知ってクビライに紹介したため、クビライの御前で射的を披露する場が設けられ、そこで史は百発百中の技前見せたため、気に入られてクビライに直接仕えるようになった。

### 南宋侵攻
その後、史弼は金符と管軍総管の地位を授けられて南宋遠征軍に従軍することになった。史弼は劉整の軍団に所属して襄陽攻めに加わり、至元10年（1273年）の戦いでは東北方面から襄陽に攻め上がり、敵将の牛都統を打ち取る武功を上げた。この功績により、史弼は懐遠大将軍・副万戸に任ぜられている。史弼は続いて南宋領侵攻にも加わり、沙洋堡の戦い（現在の湖北省荊門市沙洋県）では矢に当たりながらも戦い続け、城を陥落させた後には袖から血が絞れるほどの出血をしていたという。また、陽羅堡の戦い（現在の湖北省黄岡市黄州区）では戦前に総司令のバヤンが「先に長江南岸に渡りついた者を上功とする」という言葉を受けて奮戦して南岸に橋頭堡を作り、バヤンもその功績を認めて武功第一とした。これらの功績により、 史弼は更に定遠大将軍に任じられた。
揚州の戦いではアタカイが揚州へ進出するための要地である「揚子橋」に拠点を設けて驍将にこれを守らせるよう献策し、これに従ったバヤンによって史弼がこの作戦の指揮官に抜擢された。3千の兵を預けられた史弼は揚子橋付近に早速橋頭堡を設け、更に僅か数十騎をもって揚州城へ攻撃する準備を始めた。周囲の者は揚州の指揮官の姜才は屈強な将軍であり侮るべきではないと出兵を戒めたが、史弼は「姜才が優秀な将ならば、必ずわが軍の橋頭堡の防備が定まらない内に攻撃をしかけるだろう。我が軍はそれを待ち構えられるという利点がある」と述べた。果たしてその夜の内に姜才は夜襲をかけたが、それを待ち構えていた史弼軍は石を発砲して千人余りを死傷させ、更に史弼はこれに乗じて姜才軍を追撃し姜才は逃したものの張都統をとらえる功績を挙げた。
同年6月には姜才が再び夜襲をかけてきたが、史弼は3戦して3度とも姜才軍を撃退した。しかし、夜が明けると史弼軍の兵数が少ないことが露わとなり、姜才軍は改めて史弼軍を包囲した。そこで史弼は自ら殿を務めて自軍を撤退させ、アジュの援軍が至ると姜才軍を大いに打ち破り、遂に姜才は泰州に逃れて揚州城は陥落した。揚州の陥落後、史弼は僅か数騎を従えて城内に入り、内部を巡検することで城民には敵意がないことを示した。これらの功績により、史弼は昭勇大将軍・揚州路総管府ダルガチ・兼万戸に任じられた。同年冬には更に黄州等路宣慰使に移っている。
至元15年（1278年）、クビライの下に入朝し改めて中奉大夫・江淮行中書省参知政事に昇格となり、同年中には淮西の司空山の盗賊を討伐した。至元17年（1280年）、南康路都昌県の盗賊を討伐し、至元19年（1282年）には浙西宣慰使に任じられた。至元20年（1283年）、建寧路においてシェ族の黄華が数十万の衆を率いて反乱を起こし、史弼はブリルギテイ・高興・劉国傑らとともにこれを討伐した。反乱の鎮圧後、史弼は兵乱によって食料不足に陥った民に米10万石を与え、この食料分を増税しようとした福建行省に対しても「ここで増税を行えば民の信用を失ってしまう。私の俸給を止めてそれに足してほしい」と訴え、結果として住民は飢餓を免れることができたという。
至元26年（1289年）10月、台州路の楊鎮龍の反乱を鎮圧し、尚書左丞・行淮東宣慰使に任じられた。この時、クビライは史弼を「自らの数少ない腹心の部下である」と述べ、初めてジャワ遠征の指揮を史弼に任せる考えを明かした。このクビライの言を受けて、史弼は「陛下が臣に（遠征を）命じるならば、臣はどうして我が身を惜しむことがありましょうか」と堂々と答えたという。至元27年（1290年）には処州路の反乱を鎮圧し、やがてジャワ遠征の準備にとりかかることになった。

### ジャワ遠征
至元29年（1292年）12月、泉州路を出航したジャワ遠征軍は外洋の荒波に苦しみつつ七洲洋（現在のパラセル諸島）、万里石塘（現在のマックルズフィールド堆）を過ぎると、一度インドシナ半島の大越国とチャンパー国の境界に上陸した。至元30年（1293年）に入り、遠征軍は東董山（ナトゥナ諸島）・西董山（アナンバス諸島）・牛崎嶼（南ナトゥナ諸島）を経て南シナ海南部に入った。遠征軍はまず橄欖嶼（タンベラン諸島）・假里馬答（カリマンタン島）・勾闌（ゲラム島）等山に到着し、この地で小舟を建造しつつ軍議を行った。1月18日にはゲラム島で軍議が行われ、イグミシュと孫参政はクチュカヤ・楊梓・全忠祖、万戸の張塔剌赤ら500の兵を率いて2月6日に先遣隊としてジャワを招論し、2月13日に史弼ら主力軍は吉利門（カリムンジャワ諸島）に向けて進軍することが決められた。
史弼らの軍団は遂にジャワ島のトゥバン港に2月13日に到着し、軍議を開いて軍団を陸軍・水軍に分けて並進することを決めた。史弼自身は水軍を率いて牙路港口（Janggala/現在のスラバヤ地方）を経て八節澗（パチェカン）に至り、イグミシュと高興もら歩兵・騎兵部隊を率いてこれに続いた。
一方、ジャワ島内部ではクディリ王家の末裔を称するジャヤカトン王がケルタナガラ王を弑逆しており、ケルタナガラ王の娘婿であるウィジャヤは協力してジャヤカトン王を討伐することを申し出た。ウィジャヤの申し出を受け容れた史弼らモンゴル軍は協力してジャヤカトン王の本拠のダハ（現在のクディリ）を攻略し、ジャヤカトン王を捕虜とした。しかし、ダハの陥落後にウィジャヤはモンゴル軍を裏切ったため、史弼は自ら殿軍を務めて戦いながら退却し、300里を進んだところで舟に乗り込み、68日かけて泉州にまで帰還した。士卒の死者は3000を数える大敗ではあったが、一方でジャワで得た捕虜や金銀財宝、南巫里国など道中の諸国で献上された品などは無事に持ち帰ることができ、朝廷に献上された。朝廷はジャワ遠征を得る所少なく失う物が多かったとし、史弼を杖刑に処し家産の3分の1を没収した。

### 晩年
元貞元年（1295年）、クビライが死去し新たにオルジェイトゥ・カアン（成宗テムル）が即位すると、テムルの即位にも貢献した重臣のウズ・テムルがジャワ遠征失敗で失脚した史弼らの名誉回復を願い、これを受けて没収された家産の返還と栄禄大夫・江西等処行中書省右丞への復職が命じられた。延祐5年（1318年）、中書平章政事とされたが、それから間もなく86歳にして亡くなった。